# Lacey Duvalle
Lacey Duvalle (sinh ngày 5.4.1982) là một nữ diễn viên diễn phim khiêu dâm người Mỹ. Cô sinh tại Washington, D.C., Hoa Kỳ. Cô đã xuất hiện trong hơn 150 phim khiêu dâm.

## Phim đã tham gia
- 2002: I Love Lacey
- 2002: Lacey's Secret
- 2003: Get Yo' Freaky On 2
- 2004: Groupie Love
- 2005: Black Size Queens 1
- 2007: Suck It Dry 3
- 2007: Big Ass Pool Party
- 2008: Real Wife Stories 2
- 2008: Fuck My Tits 4
- 2008: Black Bottom Girls 5

## Các giải thưởng
- 2009: Urban X Awards Winner – Best POV Sex Scene – Tunnel Vision